# Universidad Internacional de Ciencia y Tecnología de Botsuana
La Universidad Internacional de Ciencia y Tecnología de Botsuana (en inglés: Botswana International University of Science and Technology) también conocida como BIUST, es una universidad internacional con sede en la ciudad de Palapye, en el país africano de Botsuana. Es la segunda universidad en la región, después de la Universidad de Botsuna en la capital del país, Gaborone. La ubicación de la Universidad se dispuso en un espacio de 2.500 hectáreas de pendiente suave en las afueras de Palapye.
La Universidad fue creada por la ley de la Universidad Internacional de la Ley de Ciencia y Tecnología de Botsuana (Botswana International University of Science and Technology Act ) de 2005. La construcción comenzó en diciembre de 2009, los contratistas civiles elegidos son de China. La primera fase del proyecto, por valor de US $ 61.5 millón (R495.6 millones), es financiada por el Gobierno de Botsuana. Esta abarca dos años, e incluye la construcción del bloque de administración, residencias para cerca de 300 estudiantes y 70 viviendas para el personal, laboratorios, auditorios, polideportivo cubierto, tiendas, biblioteca, una clínica, y aulas. La Matriculación en la Universidad se inició en marzo de 2011 y el primer semestre se proyectó para comenzar en agosto del mismo año. La primera fase del proyecto se ocupará de 1.000-3.000 estudiantes, en última instancia, con capacidad para 6.000 estudiantes.